# Villiersfaux
Villiersfaux is een gemeente in het Franse departement Loir-et-Cher (regio Centre-Val de Loire) en telt 233 inwoners (2004). De plaats maakt deel uit van het arrondissement Vendôme.

## Geografie
De oppervlakte van Villiersfaux bedraagt 7,2 km², de bevolkingsdichtheid is 32,4 inwoners per km².
De onderstaande kaart toont de ligging van Villiersfaux met de belangrijkste infrastructuur en aangrenzende gemeenten.

## Demografie
Onderstaande figuur toont het verloop van het inwonertal (bron: INSEE-tellingen).